# Sebastião Gomes

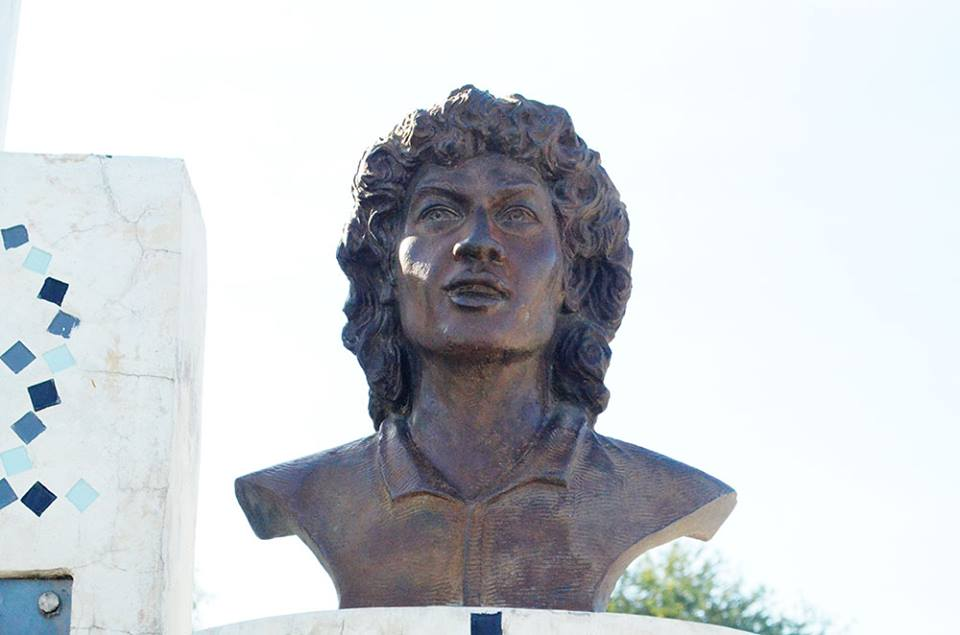
Grab von Sebastião Gomes (2016)

Sebastião Rangel Gomes (* 5. September 1973 in Uai-Mori, Portugiesisch-Timor; † 28. Oktober 1991 in Dili, Osttimor) war ein osttimoresischer Unabhängigkeitsaktivist. Sein Gedenkzug am 12. November, eine Woche nach seinem Begräbnis, führte zu einer Demonstration für die Unabhängigkeit Osttimors, das seit 1975 von Indonesien besetzt war, die von indonesischen Sicherheitskräften gewaltsam aufgelöst wurde. Mindestens 271 Menschen starben. Durch die internationale Aufmerksamkeit, die das Santa-Cruz-Massaker auslöste, erreichte Osttimor schließlich seine Unabhängigkeit.

## Der Tod von Gomes

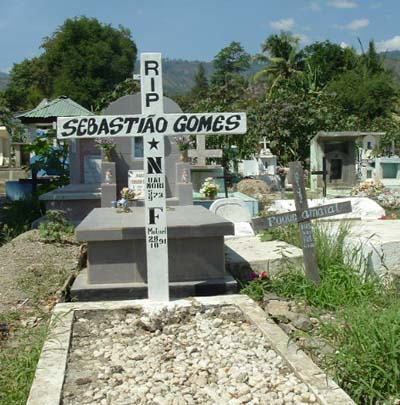
Das Grab (2005)

Im November 1991 war der Besuch des Sonderberichterstatters über Folter Pieter Kooijmans und einer Delegation des portugiesischen Parlaments geplant. Kooijmans sollte Berichte von Menschenrechtsverletzungen verschiedener Organisationen untersuchen. Die Erwartungen waren hoch, insbesondere weil es Gerüchte gab, die Delegation würde den im Gefängnis sitzenden Unabhängigkeitsführer Xanana Gusmão treffen. Im Vorfeld bereitete die Widerstandsbewegung öffentliche Proteste vor. Eine Gruppe junger Unabhängigkeitsaktivisten unter Führung von Julião Augusto Mausiry, zu denen auch Gomes gehörte, stellte für eine Demonstration Flugblätter her und malte auf dem Gelände der Kirche Santo António de Motael Spruchbänder.
Der Gemeindepfarrer Alberto Ricardo da Silva unterstützte die jungen Unabhängigkeitsaktivisten. Drei Wochen zuvor hatte eine pro-indonesische Gruppe sein Wohnhaus mehrere Tage mit Steinen beworfen, zog sich aber zurück, als die Aktivisten mit Steinen zurückwarfen. Unter Geheimhaltung bereitete man nun die Demonstration vor. Am Morgen wurde das Material vor dem Gottesdienst aufgeräumt und die Aktivisten nahmen an der Morgenmesse teil. Am Ende der Messe blieben sie bis zuletzt und gingen dann wieder in das Haus des Pfarrers, um die Vorbereitungen weiterzuführen.
Die Vorbereitungen flogen auf und mit der Hilfe von Pfarrer Silva suchten etwa 45 Jugendliche am Abend des 27. Oktober in der Kirche Schutz vor den pro-indonesischen Milizionären. Bis 2024 lautete die bekannte Version, dass indonesische Sicherheitskräfte in Zivil um halb drei Uhr morgens die Kirche gestürmt hätten und dabei Gomes erschossen. Der Aktivist Aleixo da Silva Gama erzählte, unter den Angreifern wären auch einige in Zivil gekleidet. Sie hätten erst versucht, die Aktivisten aus der Kirche zu locken und seien dann eingedrungen. Gomes habe außen versucht, die Angreifer abzuwehren und sei dabei erschossen worden.
Erst 2024 berichtete Duarte Basílio Ximenes (Leki Kiik), einer der Aktivisten aus der Kirche, weitere Details zu den Ereignissen. Gegen 22 Uhr versuchten pro-indonesische Gruppen die Aktivisten mit Steinewürfen in die Kirche zum Rauskommen zu provozieren. Afonso, ein Angreifer, der eine Pistole hatte, drang mit drei weiteren Männern in die Kirche ein. Leki Kiik und Marcos (Iriak Siak) gelang es die Pistole in ihren Besitz zu bringen und töteten Afonso mit einem Messer. Sie ließen die Leiche an einem Feigenbaum vor der Kirche liegen. Kurz darauf traf das indonesische Militär ein. Leki Kiik, José Nazaré und Sebastião Gomes gingen vor die Kirche und versuchten die Soldaten am Eindringen in die Kirche zu hindern. Gomes gelang es einen Soldaten niederzuschlagen, doch dann trafen ihn kurz vor Mitternacht drei Schüsse. Gomes verblutete. Ein Soldat schoss mit einem Maschinengewehr auf einen Baum bei der Kirche, um die Aktivisten weg vom Leichnam von Gomes zu vertreiben. Da die Aktivisten fürchteten, dass die Armee den Toten verschwinden lassen würde, um den Todesfall zu vertuschen, läuteten sie die Kirchenglocken, woraufhin sich eine Menschenmenge versammelte, unter ihnen Gouverneur Mário Carrascalão. Er war von den Priestern verständigt worden. Nach den Berichten waren zwei weitere Timoresen durch Schüsse verletzt worden. 30 der Mitstreiter von Gomes wurden verhaftet, 20 von ihnen kamen bald darauf wieder frei. Leki Kiik und ein paar anderen gelang in der Menschenmenge die Flucht.
Die Beerdigung von Gomes auf dem Friedhof Santa Cruz fand am 5. November statt, am 12. November sollte der Gedenkmarsch von der Kirche von Motael zum Friedhof stattfinden, wo man Blumen auf das Grab niederlegen wollte. Der Besuch der Delegation war inzwischen gestrichen worden, doch Kooijmans war am 11. November in Dili, weswegen die Widerstandsbewegung den Gedenkmarsch zu einer Demonstration ausnutzen wollte. Die Demonstration blieb friedlich und diszipliniert, doch schließlich griffen indonesische Sicherheitskräfte die Demonstranten an, trieben sie auseinander und verhafteten oder töteten viele von ihnen. 270 Menschen gelten noch immer als vermisst, weswegen man bei der offiziellen Zahl von 271 Toten nur von einer Mindestzahl sprechen kann. In Folge der weltweiten Berichterstattung wuchs der Druck auf Indonesien für eine friedliche Lösung des Konflikts. Nach dem Fall der indonesischen Diktatur kam es 1999 in Osttimor zu einem Unabhängigkeitsreferendum, bei dem sich die deutliche Mehrheit der Osttimoresen für die Unabhängigkeit aussprach. Seit 2002 ist Osttimor ein unabhängiger Staat. Die Besatzung von 1975 bis 1999 kostete mindestens 183.000 Menschenleben.